# Леон Анджеєвський
Леон Анджеєвський (пол. Leon Andrzejewski; 25 грудня 1910, Савин, Королівство Польське — 18 січня 1978, Варшава, ПНР), він же Леон Айзеф (пол. Leon Ajzef), він же Лайб Вольф Айзен (пол. Lajb Wolf Ajzen) — польський офіцер комуністичної держбезпеки, начальник структурних підрозділів RBP та МГБ. Активіст КПП та ПРП, член ПОРП. Викладач навчальних центрів НКВС і МГБ. Один із головних організаторів придушення антикомуністичного збройного підпілля. У 1960-х роках — функціонер МВС ПНР, урядовий уповноважений з атомної енергетики. Пішов у відставку під час антисемітської кампанії.

## Комуністичний активіст
Народився у сім'ї єврейського комерсанта. При народженні отримав ім'я Леон Айзеф (в єврейській вимові — Лайб Вольф Айзен). Закінчив три класи початкової школи у Лодзі, систематичної освіти не здобув. З юності перейнявся комуністичними поглядами, у чотирнадцятирічному віці зв'язався з комуністичною молодіжною організацією. У 1928 році, сімнадцятирічний, вступив у КПП. Наступного року був заарештований польською владою за нелегальну комуністичну діяльність і дев'ять років — до 1939, з короткою перервою у 1934 — перебував у в'язниці.
У вересні 1939 року брав участь в обороні Варшави від німецьких військ. За німецької окупації перебрався на території, приєднані до СРСР. Був функціонером МОДР, обіймав радянські профспілкові та господарські посади. У 1943 році — політпрацівник Дивізії імені Костюшка. Викладав у куйбишевській школі НКВС № 336, де готувалися кадри для польських комуністичних спецслужб. Вів практичні курси, навчав, зокрема, методів допиту. Був єдиним викладачем польського походження. Перебував у штатному апараті НКВС. Був членом комуністичної ПРП.

## Офіцер держбезпеки
21 липня 1944 року було створено Польський комітет національного визволення (ПКНВ) — прорадянський уряд Польщі. У структурі ПКНВ утворилося Відомство громадської безпеки (RBP). Леон Айзеф у званні підполковника очолив у RBP відділ охорони держави — підрозділ фізичного захисту вищих керівників ПРП та ПКНВ. На основі відділу було сформовано досі чинне Бюро охорони уряду. Був членом сформованого у відомстві парткому ПРП.
Згодом син Леона Анджеєвського розповідав, що його батько змінив прізвище за особистою рекомендацією Сталіна: для офіцера держбезпеки було небажано підписувати документи Айзеф чи Айзен через співзвуччя з Азеф.
Після перетворення RBP на Міністерство громадської безпеки (МГБ) — начальник канцелярії міністра Станіслава Радкевича, керівник відділу кадрів, заступник начальника IV (економічного) департаменту, начальник III департаменту (боротьба з антикомуністичним збройним підпіллям; заступником був Теодор Дуда). Викладав в училищі МГБ у Леґьоново.
З 1948 до 1952 рік полковник Анджеєвський, поряд з Юзефом Чаплицьким і Генріком Вендровським, керував Операцією Цезар — складним комплексом дезінформаційних, дезінтеграційних і ліквідаційних заходів, у результаті яких була практично знищена підпільна структура WiN, обірвані зв'язками підпілля з британською та американською розвідками. «Операція Цезар» вважається однією з найефективніших акцій польської держбезпеки.
Ідеологічно та політично Леон Анджеєвський був переконаним сталіністом; у внутрішніх розкладах МГБ належав до «єврейської групи» функціонерів, орієнтованої на Якуба Бермана.

## Переміщення та відставка
У 1954 році МГБ розділили на МВС і Комітет громадської безпеки (КГБ). Полковник Анджеєвський служив у IV (економіка) І (розвідка) департаментах КГБ. У 1956 році, при створенні МВС, який об'єднувало громадянську міліцію та службу держбезпеки, був залишений у штаті центрального апарату. Однак під час польської десталінізації Анджеєвський фактично залишився відстороненим від службової практики.
З 1962 року Леон Анджеєвський призначений уповноваженим представником з використання атомної енергії при Раді міністрів ПНР. Його діяльність на цій посаді у відкритих джерелах практично не відображена та викликає чимало домислів (аж до інсценування смерті, втечі до Бельгії з атомними секретами та подальшої співпраці з НАТО). Жодних підтверджень ці версії не мають, але по-своєму відображають імідж Анджеєвського.
Під час антисемітської кампанії 1968 року Леон Анджеєвський вийшов на пенсію. Він отримував пропозиції емігрувати, але відхилив їх. Образно пояснював своє рішення залишитись: «Треба пити те пиво, яке сам зварив». Помер через десятиліття у віці 67 років.

## Сім'я й особистість
Леон Анджеєвський був одружений з подругою дитинства Сонею Ландау, відомою під ім'ям Крістіна Живульська — польській письменниці єврейського походження, колишньої в'язниці Аушвіца. У шлюбі подружжя мало трьох синів — рідного Тадеуша, Яцека від першого шлюбу дружини та прийомного Мацея. За відгуками Тадеуша Анджеєвського, його батько належав до ідейних комуністів, «соромився привілеїв», був схильний до аскетизму — але при цьому зазначає як очевидну наявність вілли, автомашини, домробітниці та санаторних путівок у найважчі повоєнні роки.
У 1968 році сини Анджеєвського покинули Польщу. Через Швецію вони перебралися до ФРН. Через два роки до них приєдналася Христина Живульська. Леон Анджеєвський іноді знаходив способи контактувати із сім'єю. Автори, які симпатизували йому, писали про труднощі його життя після відставки — сумну самотність, скромну квартиру, вкраденого собаку, зневажливу байдужість влади. За відгуками сина, Анджеєвський говорив, що «Народна Польща» виявилася «не схожою на ту, про яку мріялося». Антикомуністичні автори розглядають Анджеєвського насамперед як учасника й організатора репресій, «сірого кардинала» держбезпеки, якому наприкінці життя довелося пережити набагато менші тягарі, ніж людям, яких переслідували його підлеглі.